# August Longin z Lobkowicz
August Longin z Lobkowicz (německy August Longin Fürst von Lobkowitz; 15. března 1797 Praha – 17. března 1842 Vídeň) byl česko-rakouský politik a úředník, císařský kancléř. Pocházel z knížecí mělnicko-hořínské větve českého šlechtického rodu Lobkoviců.

## Život
Narodil se v Praze jako August Longin Josef kníže z Lobkovic, první potomek a prvorozený syn knížete Antonína Isidora z Lobkovic a jeho tehdy osmnáctileté manželky, kněžny Marie Sidonie, rozené Kinské z Vchynic a Tetova (1779–1837). 
August nejprve pobýval v Českém království, bydlel převážně v Praze, kde jej – společně s otcem a matkou – roku 1802 portrétoval Josef Bergler. Kariéru císařského úředníka  zahájil nejprve jako hejtman českobudějovického kraje. Postupně byl komisařem kouřimského kraje, guberniálním tajemníkem. V letech 1826–1832 byl místodržitelem Haliče a Vladimiru. Jako správce této zaostalé země na periférii monarchie se snažil o zlepšení stavu jejich hospodářství a o reformu školství. Strávil tam pět let a proslul jako podporovatel vědy ( po vzoru českého Muzejníku tam založil polský muzejní časopis) a jako filantrop.
V roce 1832 byl povolán do Vídně, kde se stal dvorským kancléřem a od roku 1834 prezidentem dvorské komory horní a mincovní. Dal postavit novou říšskou mincovnu a geologický institut, který byl vybaven moderní technikou, řídil ražbu mincí, medailí a správu hornictví. 
Působil v několika spolcích: byl předsedou Společnosti přátel hudby, čestným členem c. a k. Akademie výtvarných a krásných umění v Benátkách, čestným členem Společnosti vlasteneckého muzea v Čechách (tj. pozdějšího Národního musea), jejím jednatelem a hmotným podporovatelem. Umožnil například vědecká studia Františku Palackému nebo Václavu Hankovi a několika dalším.

## Rodina a úmrtí
S manželkou Marií Annou bertou ze Schwarzenbergu  (1807–1883) měl sedm dětí. Ze synů se dospělosti dožil pouze Jiří Kristián, narozený roku 1835 ve Vídni.
Kníže August Longin z Lobkovic zemřel dva dny po svých 45. narozeninách, 17. března 1842. Jeho ostatky byly převezeny zpět do rodné Prahy, kde byly uloženy k poslednímu odpočinku.[zdroj?]

## Majetek
Vlastnil Mělník, Hořín, Drhovle, Sedlec, Rožďalovice, Pšovku (kdysi Šopka, dnes součást Mělníka) a Lobkovický palác na Malé Straně v Praze.

## Nekrolog
"Dnes jsem se u rakve rozloučil s jedním ze svých nejlepších přátel. V černém hornickém oděvu, jak si to přál (jako čelný představitel báňského průmyslu, prezident Dvorní komory v záležitostech horních a mincovních), ležel přichystaný k poslednímu odjezdu do jámy, do níž musíme všichni. Není to moje věc a není na místě rozebírat velké zásluhy o stát, jemuž sloužil ve vysokých oborech působnosti s vytrvalou aktivitou a neúnavným úsilím, zásluhy, které si můj přítel August asi získal. To, že se v oné epoše, kdy celá šlechtická mládež hledala sebe hodné zaměstnání pouze ve vojenské kariéře nebo sledovala příjemné a skvělé postavení v diplomatických službách, věnoval vnitřní státní správě přesvědčen, že tam je pro nezávislého, vysoce postaveného muže ještě mnoho dobrého a důležitého k vykonání, si zasluhuje tím více zřetele, když ho jeho vlastní sklon spíše předurčoval k vojenské živnosti, neboť to byl veskrze rytířský, poetický charakter a ten se v něm také po celý jeho život nezapíral; ani dlouhá služební doba v byrokratických poměrech ho nedokázala smazat. Ve svých dřívějších pracovních postaveních, jako krajský komisař stejně jako statkář, se obeznámil se stavem lidu a přišel do blízkého, důvěrného styku se všemi třídami, zatímco jeho sociální vztahy mu přidělovaly místo v nejvyšších oblastech společnosti. Spojoval proto vlastnosti, jež se zdály tak rozporné, že je člověk téměř nikdy nenajde spojené, ale ani je dokonce nehledá. Byl zdatným, uznalým, svědomitým a pilným úředníkem, zároveň srdečným člověkem a rytířským aristokratem proniknutým povinnostmi a právy svého sociálního postavení. Tyto vlastnosti mu také získaly všeobecnou úctu a důvěru haličského obyvatelstva v tak vysokém stupni, že se mu podařilo v těžkých časech polské revoluce udržet klid v provincii svěřené do jeho vedení, a je třeba vděčit jeho rozhodným a prozíravým opatřením, učiněným na osobní zodpovědnost, že se na haličské půdě nevznítil plamen, jehož zničující účinek by se byl dostavil! Uznání za tyto zásluhy, za jeho umírněnost, jeho spravedlnost a jeho poctivé smýšlení, mu bylo také skvělým způsobem vysloveno prostřednictvím kolosálního stříbrného poháru, který mu darovali sami haličští stavové.
Když byl vývojem okolností povýšen ze svého úřadu guvernéra Haliče na prezidium mincovnictví a hornictví, chopil se svého nového okruhu působnosti s aktivitou a energií sobě vlastní. Procestoval se zájmem o hornictví Sedmihradsko, Itálii a nejvzdálenější provincie rakouské monarchie a všude budil u hornického lidu a jemu nadřízených úředníků nové nadšení, lásku a zájem o jejich těžké, nebezpečné, avšak také čestné a důležité povolání. Jeho dům vždy navštěvovaly jejich vynikající osobnosti. August se správným citem pochopil poetickou stránku tohoto pro něj nového oboru a věnoval se mu s naprostou oddaností; proto také toužil být pohřben ve svém čestném kabátu, jak nazýval hornický oděv." (Bedřich ze Schwarzenbergu, 19. května 1842).

## Rodina
Oženil se 10. listopadu 1827 v Hluboké nad Vltavou s princeznou Annou Bertou ze Schwarzenbergu (2. září 1807 Vídeň – 12. říjen 1883 Salcburk), dcerou Josefa II. Jana ze Schwarzenbergu (1769–1833) a jeho manželky Pavlíny z Arenbergu (1774–1810). Manželka byla dámou Hvězdového kříže a byla pohřbena v Lobkovické hrobce v Hoříně. Narodilo se jim 7 dětí:
- 1. Marie Sidonie (Zdena) (4. 10. 1828 Lvov – 25. 2. 1917 Dolní Beřkovice, pohřbena v kostele sv. Václava v Roudnici nad Labem
  - ∞ (11. 5. 1848 Vídeň) Josef František z Lobkowicz (17. 2. 1803 – 18. 3. 1875)
- 2. Marie Hedvika Karolína (zvaná Wixa, 15. 9. 1829 Lvov – 19. 10. 1852 Tachov)
  - ∞ (19. 10. 1850 Praha) Alfréd II. Windisch-Grätz (28. 3. 1819 Vídeň – 28. 4. 1876 Tachov)
- 3. Marie Anna Polyxena Ludmila (zvaná Xena, 21. 11. 1830 Lvov – 3. 2. 1913 Mayerling, pohřbena v klášteře karmelitek v Mayerlingu)
  - ∞ (5. 10. 1854 Praha) Mořic Esterházy (23. 9. 1807 Vídeň – 8. 11. 1890 Pirna)
- 4. Marie Rosa (zvaná Růžena, 13. 6. 1832 Vídeň – 15. 2. 1905 Vídeň, pohřbena v Massenbachhausenu)
  - ∞ (25. 8. 1852 Praha) Ervín z Neippergu (6. 4. 1813 Schwaigern – 2. 3. 1897 Schwaigern)
- 5. Antonín Isidor (17. 6. 1833 – 18. 11. 1833, pohřben v Hoříně)
- 6. Jiří Kristián (zvaný Gox, 14. 5. 1835 Vídeň – 22. 12. 1908 Praha, pohřben v Hoříně), nejvyšší maršálek Českého království, dědičný člen panské sněmovny
  - ∞ (22. 5. 1864 Vídeň) Anna z Liechtensteinu (26. 2. 1846 – 22. 4. 1924), jejich děti:
    - 1. Fridrich (Bedřich) (10. 10. 1881 Vráž – 18. 4. 1923 Vídeň, pohřben v Hoříně)
      - ∞ (24. 4. 1906 Praha) Josefína Antonie z Thun-Hohensteinu (3. 3. 1886 – 28. 12. 1971)

    - 2. Jan Adolf (6. 11. 1885 Praha – 11. 1. 1952 Wolfegg)
      - ∞ (13. 1. 1921 Grundlsee) Marie Anna Bibiana Černínová z Chudenic (2. 12. 1899 Paříž – 28. 8. 1965 Bad Aussee)

    - 3. Anna Berta (14. 11. 1865 Hořín – 9. 2. 1917 Tata)
      - ∞ (17. 7. 1893 Praha) František Esterházy z Galanty (19. 6. 1859 – 2. 4. 1909)

    - 4. Marie Františka (25. 12. 1866 Praha – 28. 12. 1918 Praha, pohřbena v Hoříně), benediktinská jeptiška s řádovým jménem Johana Baptista v klášteře sv. Gabriela na Smíchově, od roku 1922 součást Prahy
    - 5. Marie Terezie (9. 12. 1867 Hořín – 26. 5. 1945)
      - ∞ (4. 8. 1891 Praha) Jan Jakub z Eltzu (13. 2. 1860 Vukovar – 22. 6. 1906 Vukovar)

    - 6. Marie Sidonie (zvaná Zdeňka, 12. 8. 1869 Drhovle – 24. 7. 1941 Wolfegg)
      - ∞ (26. 7. 1890 Hořín) Maxmilián z Waldburg-Wolfegg-Waldsee (13. 5. 1863 Waldsee – 27. 9. 1950 Chur)

    - 7. Jiří August (18. 8. 1870 – 11. 6. 1890 Praha, pohřben v Hoříně)
    - 8. Marie Henrieta (zvaná Jindřiška, 17. 10. 1872 Drhovle – 28. 5. 1939 Praha, pohřbena v Hoříně)
    - 9. Marie Polyxena (1. 2. 1874 Praha – 6. 11. 1951 Litoměřice), v salesiánském klášteře v Chotešově jako Marie Vojslava
    - 10. Alois Jan (3. 6. 1875 – 12. 3. 1877, pohřben v Hoříně)
    - 11. Marie Terezie (18. 10. 1876 Vráž – 21. 6. 1958 Holzen bei Ebenhausen)
      - (12. 9. 1908 Praha) Alfréd z Brühlu (25. 4. 1862 Pförten – 28. 2. 1922 Weizenrodau)

    - 12. Rosa Marie (zvaná Růžena, 15. 3. 1879 Praha – 20. 8. 1957 Holzen bei Ebenhausen)
      - (∞ 8. 5. 1900 Praha) Maria Josef z Nostic-Rienecku (21. 2. 1878 Praha – 26. 5. 1946 Planá)
- 7. Marie Augusta (28. 8. 1838 – 20. 9. 1841, pohřbena v Hoříně)